# Штаудингер, Вольфганг
Вольфганг Штаудингер (нем. Wolfgang Staudinger, 8 сентября 1963, Берхтесгаден, Бавария) — немецкий саночник, выступавший за сборную Германии в 1980-е годы. Бронзовый призёр зимних Олимпийских игр в Калгари, обладатель Кубка мира, дважды чемпион Европы, бронзовый призёр чемпионата мира, многократный призёр национального первенства. Также известен как главный тренер национальной команды Канады.

## Биография
Вольфганг Штаудингер родился 8 сентября 1963 года в коммуне Берхтесгаден, федеральная земля Бавария. Активно заниматься санным спортом начал в конце 1970-х годов, вскоре прошёл отбор в национальную сборную и вместе с Томасом Швабом стал принимать участие в крупнейших международных стартах, показывая довольно неплохие результаты. Так, уже в сезоне 1982/83 после окончания всех этапов Кубка мира расположился в мировом рейтинге сильнейших саночников на третьей строке, в сезоне 1985/86 был уже вторым, а ещё через год — сумел подняться до первого места и, соответственно, стал обладателем данного трофея. Благодаря череде удачных выступлений удостоился права защищать честь страны на зимних Олимпийских играх 1984 года в Сараево, без проблем прошёл квалификацию, однако финишировал в итоге только восьмым.
На чемпионате мира 1987 года в австрийском Иглсе Штаудингер завоевал бронзовую медаль мужской парной программы, но настоящий прорыв совершил в следующем году, победив на европейском первенстве в Кёнигсзее сразу в двух дисциплинах, как в двойках, так и среди смешанных команд. Ездил также соревноваться на Олимпиаду 1988 года в Калгари и выиграл здесь бронзу. Поскольку конкуренция в сборной на тот момент сильно возросла, вскоре принял решение завершить карьеру профессионального спортсмена, уступив место молодым немецким саночникам.
Тем не менее, после ухода из большого спорта Вольфганг Штаудингер устроился работать тренером в сборную Канады, позже сотрудничал с командами США и Германии, воспитал таких известных атлетов как Роберт Фегг и Штеффен Шкель. В 2007 году заключил новый контракт с канадской федерацией санного спорта, став у них главным тренером вплоть до Олимпийских игр 2014 года в Сочи. Женат на канадской саночнице Мари-Клод Дуаон, имеет от неё дочь.